# كيته براون
كيته براون (بالألمانية: Käthe Braun)‏ هي ممثلة ألمانية، ولدت في 11 نوفمبر 1913 بفاسربورغ آم إن في ألمانيا، وتوفيت في 9 سبتمبر 1994 ببرلين في ألمانيا. من الجوائز التي نالتها جائزة برلين للفنون ‏ سنة 1954.

## جوائز
- جائزة برلين للفنون [الإنجليزية]‏ (1954)

## وصلات خارجية
- كيته براون على موقع IMDb (الإنجليزية)
- كيته براون على موقع قاعدة بيانات الأفلام السويدية (السويدية)
- كيته براون على موقع قاعدة بيانات الفيلم (الإنجليزية)
- كيته براون على موقع كينوبويسك (الروسية)